# Света Павла Римска
Света Павла ( 5. мај 347[1], Рим — 26. јануар 406, Витлејем) је хришћанска светитељка.

## Биографија
Павла је рођена 5. маја 347. године у царској престоници, због чега је добила надимак Римска.
Павла је потицала из богате и племените римске породице; њен отац је био римски патрициј, а њен муж Токсотије потомак куће Јулијеваца. Пар је имао петоро деце - Блесилу, Павлу, Еустохију, Руфину и Токсотија, чије се биографије могу сазнати из Јеронимових писама. Пошто је остала удовица, Павла се у потпуности посветила ширењу Јеванђеља.
Године 382. епископи Епифаније Кипарски (Саламин) и Павлин Антиохијски били су у Риму на синоду. Сусрет са двојицом грчких црквених поглавара и посебно са светим Јеронимом, који је био у пратњи Павлина – отишао је на грчки исток и рукоположен је за свештеника у Антиохији – оставио је дубок утисак на Павлу и пробудио у њој жељу за испосништвом у Светој земљи. 
385. године, заједно са својим кћерима, одлази на Блиски исток, окупљајући око себе круг богатих, побожних девојака и удовица које су желеле да остваре аскетски идеал, укључујући и удовице Леју и Маркелу; истовремено су продубили своје проучавање светих списа.
По повратку у Витлејем, Павла је подигла дом и манастир на путу за Јерусалим, где је игуман био блажени Јероним Стридонски. У Витлејему је Павла основала велики манастир, где је умрла 26. јануара 406. године. 
Црква помиње Павлу 26. јануара.